# Municipio de Olney (Illinois)
El municipio de Olney (en inglés: Olney Township) es un municipio ubicado en el condado de Richland en el estado estadounidense de Illinois. En el año 2010 tenía una población de 10334 habitantes y una densidad poblacional de 82,98 personas por km².

## Geografía
El municipio de Olney se encuentra ubicado en las coordenadas 38°42′38″N 88°5′15″O / 38.71056, -88.08750. Según la Oficina del Censo de los Estados Unidos, el municipio tiene una superficie total de 124.53 km², de la cual 122.09 km² corresponden a tierra firme y (1.96%) 2.44 km² es agua.

## Demografía
Según el censo de 2010, había 10334 personas residiendo en el municipio de Olney. La densidad de población era de 82,98 hab./km². De los 10334 habitantes, el municipio de Olney estaba compuesto por el 96.67% blancos, el 0.59% eran afroamericanos, el 0.15% eran amerindios, el 1.01% eran asiáticos, el 0.01% eran isleños del Pacífico, el 0.52% eran de otras razas y el 1.05% pertenecían a dos o más razas. Del total de la población el 1.5% eran hispanos o latinos de cualquier raza.